# ماساكازو كيهارا
ماساكازو كيهارا (باليابانية: 木原 正和) (19 أبريل 1987 في هوفا في اليابان – )؛ هو لاعب كرة قدم ياباني سابق كان يلعب كلاعب وسط.

## وصلات خارجية
- ماساكازو كيهارا على موقع رابطة كرة القدم اليابانية للمحترفين (اليابانية)
- ماساكازو كيهارا على موقع قاعدة بيانات كرة القدم.إي يو (الإنجليزية)
- ماساكازو كيهارا على موقع Soccerway.com (الإنجليزية)
- ماساكازو كيهارا على موقع عالم كرة القدم.نت (الإنجليزية)
- ماساكازو كيهارا على موقع كووورة